# Стамбульский международный музыкальный фестиваль
Стамбульский международный музыкальный фестиваль (тур. Uluslararası İstanbul Müzik Festivali) — ежегодное культурное мероприятие проводящееся с июня по июль в Стамбуле (Турция). На нём широко представлена европейская классическая музыка, балет, опера, а также проходят традиционные музыкальные представления с участием известных артистов со всего мира. Фестиваль был впервые проведён в 1973 году и организован Стамбульским фондом культуры и искусств. В 2006 году турецкая компания «Borusan» стала основным спонсором мероприятия, сменив в этой роли турецкий конгломерат «Eczacıbaşı».
Фестиваль был задуман турецким бизнесменом Неджатом Эджзаджибаши. Впервые он прошёл с 15 июня по 15 июля 1973 года, в честь 50-летия основания Турецкой Республики. С самого начала своего существования организаторы Стамбульского фестиваля стремились заполучить в свои программы лучшие образцы художественного творчества во всех областях искусства как из Турции, так и зарубежных, а также включить в них семинары, конференции и лекции, проводимые ведущими мировыми деятелями искусства. В итоге, в программе Стамбульского фестиваля выделились другие фестивали, посвящённые кино (1984), джазу (1986), современному искусству (1987) и театру (1989). С 1994 года название было изменено на Стамбульский международный музыкальный фестиваль, чтобы отличать его от других родственных ему фестивалей. С 1977 года он является членом Европейской ассоциации фестивалей. В 2014 году был запущен проект под названием "Стамбульский музыкальный фестиваль ищет своего молодого солиста" (тур. Istanbul Müzik Festivali Genç Solistini Arıyor), нацеленный на продвижение талантливых молодых музыкантов.
C самого своего основания фестиваль был площадкой для выступлений ведущих артистов и творческих групп, в том числе из Ла Скалы (Риккардо Мути), Нью-Йоркского филармонического оркестра (Курт Мазур и Зубин Мета), Берлинского филармонического оркестра, оркестра Консертгебау (Вольфганг Заваллиш), Мариинского театра, камерного оркестра Орфей (Гидон Кремер), Шотландского камерного оркестра (Чарльз Маккерас и Ричард Хикокс), Токийского струнного квартета, Хиллиард-ансамбля,  Большого балета, Американского театра балета и других. Выступали такие музыканты как Альдо Чикколини, Иво Погорелич, Иегуди Менухин, Ицхак Перлман, Джулиан Ллойд Уэббер, Миша Майский, Нарсисо Йепес, Кристофер Паркенинг, Лейла Генджер, Монсеррат Кабалье, Элизабет Шварцкопф, Марк Моррис, Мехмет Сандер, а также традиционные музыкальные группы, такие как Стамбульский восточный ансамбль Бурхана Очала, проект «Тадж Махал» Кудси Эргюнера и Мевлеви.
Площадками для фестиваля служат следующие места Галата Мевлевиханеси, здание ректората Стамбульского университета, Истанбул Модерн и Энергетический музей в СантралИстанбуле, центр Зорлу ПСМ и Зал Альберта Лонга в Босфорском университете, а также Музей Айя-Ирини, Археологический музей, Кафельный павильон, Оперный театр Сюрейя и Международный Стамбульский выставочный и конгресс-центр Лютфи Кырдар.